# Hangács
Hangács község Borsod-Abaúj-Zemplén vármegyében, az Edelényi járásban, Edelénytől 15 kilométerre.

## Fekvése, területei
A település a Cserehát délkeleti szélén fekszik, Miskolctól körülbelül 25 kilométerre északra, a 7 km hosszú Hangács-patak völgyének végében, három irányból domboktól körülvéve. Szomszédos települések: Nyomár, Damak, Hegymeg, Tomor, Homrogd, Alsóvadász és Boldva.
Sokáig zsáktelepülés volt, csak Ziliz és Nyomár felől volt meg közelíthető, a 2617-es útból kiágazó 26 137-es mellékúton. Ezen a helyzetet szüntette meg a kétezres évek elején az Európai Unió támogatásával Damak felé megépült, a közforgalom számára is nyitott, szilárd burkolatú mezőgazdasági út.
A legközelebbi települések a körülbelül 2 kilométerre fekvő Nyomár, a 4 km-re fekvő Damak és a nagyjából 8 kilométerre elterülő Ziliz; a legközelebbi város Edelény, mely innen mintegy 15 kilométerre található.

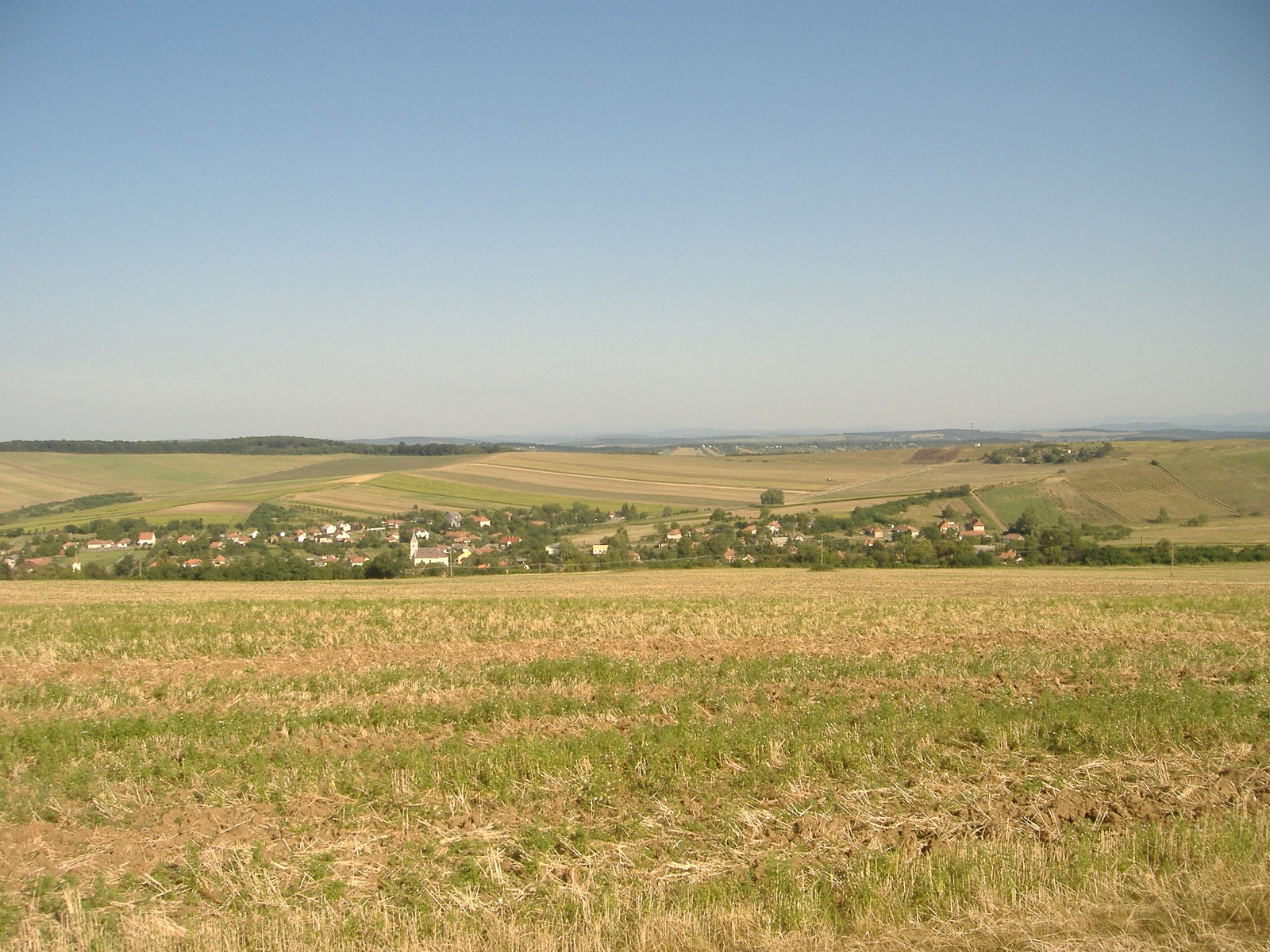
Hangács látkép 1

A település határához több puszta tartozott, melyek nevei máig fennmaradtak – Szénamál, Hatház, Kérts, Diczháza – melyeknek külön-külön saját határaik voltak. A pusztákhoz a következő nevű dűlők tartoztak:
Hangácson:
Sárgapart dűlő – a tetejében lévő tapasztani való sárga földről nevezték így el.
Ludas dűlő – a falu közelében volt, ludak legeltetésére használták.
Temető alja – a temető alatt fekszik.
Pince cserje erdői – benne fekszenek a pincék.
Kértsi pusztában:
Verebes dűlő – a verebek sok kárt okoztak a termesztett növényekben.
Verő oldal dűlő – a napnak fekszik.
Kértsi kút környéke – az ott lévő jó forrású vízről nevezték így el.
Pad dűlő – meredek, felül fennsíkkal s a kilátószőlő.
Templom oldal – IV. Béla idejében a tatárok lerombolták az itt lévő templomot.
Szilfa völgy – szilvát termesztenek benne.
Hidegvölgy- az ott rendesen érezhető hideg légvonalról kapta nevét.
Maksa, Kulcsár – rajta valaha szőlő termett, mely az elpusztult Kérts pusztához tartozott.
Magyalos – az ott nevelkedett magyal fákról.
Simavölgy – a hozzá tartozó Dobogó mivel különösen szép hely volt Elizeumnak is nevezték.
Somos erdő- sok somfa termett benne.
Diczházapuszta:
Dicz cserje – a pusztában lévő cserjéről.
Keresztpatak – az ott lévő majorral, mivel a patak két völgyről folyt le keresztet formált. Fekete kút – a Fekete család birtokában volt és gyógyerőt is tulajdonítottak neki.
Jánosdi völgy oldal – a szomszédos Jánosd helységről.
Szénamál puszta:
Semjék dűlő – az alatta folyó patakról hívták így.
Oldal Jancsó – Bets torok a Vadászi határában fekvő Bets dűlőről.
Rókás dűlő – a sok rókalyukról nevezték el.
Keselyű halom – az egykor ott tanyázott sok keselyűről.
Nyilas – a benne lévő tatár kútról, valaha a tatárok ott tanyáztak.
Válós rét – két hegy között mélyen fekszik.
Nyerges domb – ezen a vidéken a legmagasabb pont.
Vas kapu – szoros átjárás a Nyerges hegy mellett.
Bogyoszló szőlő – melynek fele Nyomár másik fele Hangács határában van, nevét onnan vette, hogy azon a napon volt aláírva a kiosztási szerződés.
Borsómál – jó főzeléktermő hely.
Bodó kert – a volt tulajdonosról.
Általjáró – az egyik hegyről a másikra átjáró szántóföldek.
Huszár dűlő, Bagolyvölgy dűlő, Bagoly csőr erdő – sok bagoly tanyázott benne.
Hatház puszta:
Bojár erdő, Zopolyka dűlő, Hatház szőlő, Kökény völgy – a benne lévő kökényről nevezték így el.

## Története

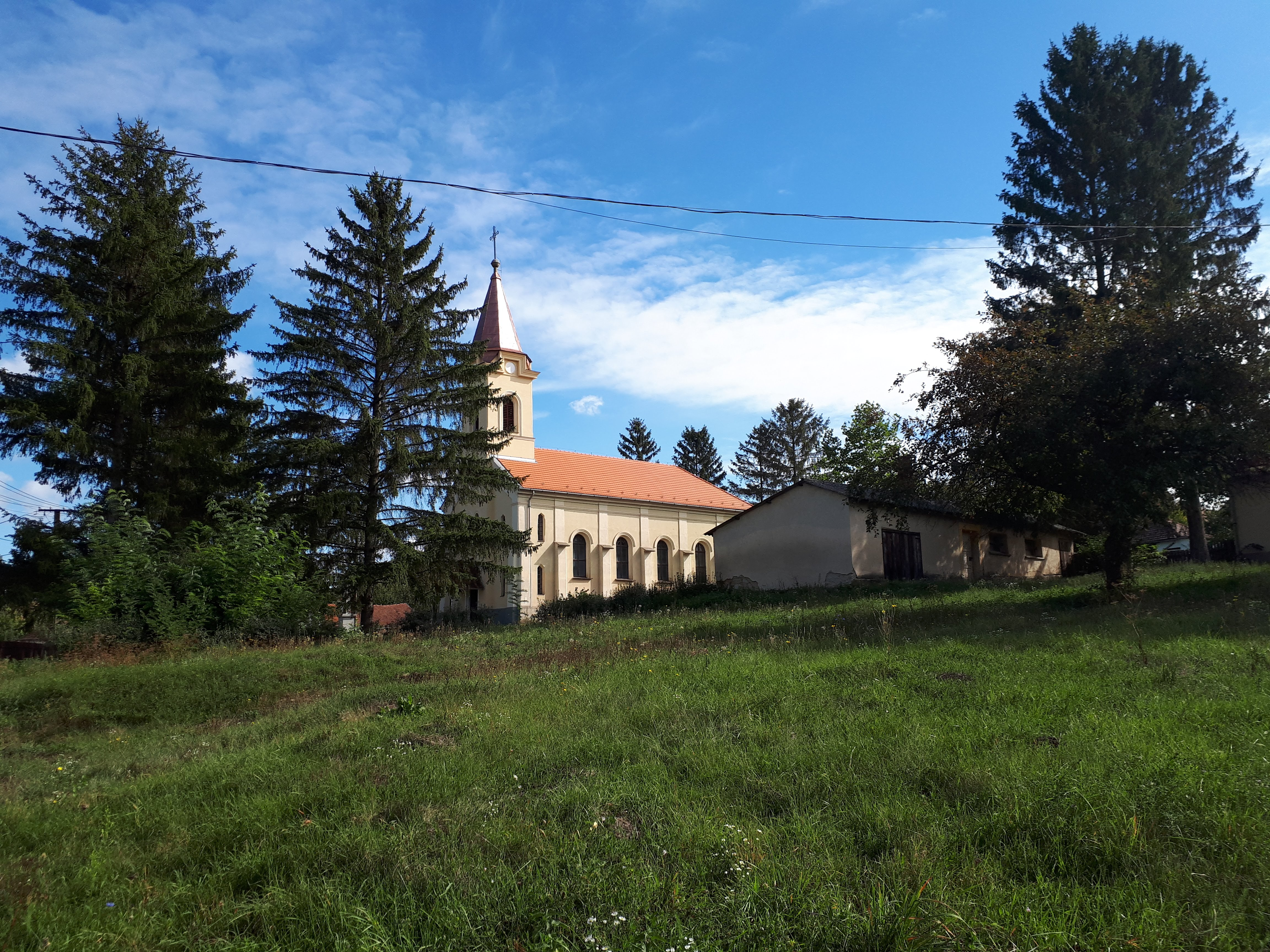
A római katolikus templom

Hangács nevét 1300-ban említette először oklevél Hangach néven, egy tanúskodó nemes nevében merül fel.
A 14-15. században a Hangácsi család, Hangácsi Albert egri prépost és II. Ulászló király alatt Hangácsi Mihály királyi kancellár birtoka volt.
A 16. században a Réghy családé, Réghy Kelemen birtoka volt, akinek itt 1500 körül várkastélya is volt.
A falu a török hódoltság alatt is lakott maradt.
A 17. században a Vasadi, Becs és Lenkey családok birtoka volt.
A 17. század végén a Szathmáry Király család borsodi ágának birtokközpontja volt. A család építtette a reformátusok egykori fatemplomát is, melynek egyik harangját a hagyományok szerint Rákóczi ágyújából öntöttek.
Az 1910-es népszámláláskor Hangácsnak 1210 magyar lakosa volt, ebből 540 római katolikus, 144 görögkatolikus és 496 református volt.
A 20. század elején Borsod vármegye Edelényi járásához tartozott.

## Közélet, közigazgatás
A falu képviselőtestülete 5 tagú.
Az önkormányzat hivatala Borsodszirákon működik, a településen a Borsodsziráki Közös Önkormányzati Hivatal Kirendeltsége található (3795 Hangács, Szabadság út 21.)

### Polgármesterei
- 1990–1994: Vozár István (független)[5]
- 1994–1998: Kolláth Tamás (független)[6]
- 1998–2002: Hajdú Zoltán (független)[7]
- 2002–2006: Hajdú Zoltán (független)[8]
- 2006–2010: Hajdú Zoltán (független)[9]
- 2010–2014: Varga István (független)[10]
- 2014–2019: Varga István (független)[11]
- 2019–2024: Varga István (független)[1]
- 2024– :

## Népesség
A település népességének változása:
| Lakosok száma | 591  | 575  | 581  | 553  | 549  | 546  | 591  |
|               | 2013 | 2014 | 2015 | 2021 | 2022 | 2023 | 2024 |

2001-ben a település lakosságának 93%-a magyar, 7%-a cigány nemzetiségűnek vallotta magát.
A 2011-es népszámlálás során a lakosok 86,4%-a magyarnak, 5,9% cigánynak, 0,3% németnek mondta magát (13,4% nem válaszolt; a kettős identitások miatt a végösszeg nagyobb lehet 100%-nál). A vallási megoszlás a következő volt: római katolikus 37,9%, református 31,5%, görögkatolikus 9,2%, felekezeten kívüli 3,8% (16,7% nem válaszolt).
2022-ben a lakosság 95,8%-a vallotta magát magyarnak, 8,2% cigánynak, 0,2% németnek, 0,2% horvátnak, 0,2% bolgárnak, 0,7% egyéb, nem hazai nemzetiségűnek (4,2% nem nyilatkozott; a kettős identitások miatt a végösszeg nagyobb lehet 100%-nál). Vallásuk szerint 33,5% volt római katolikus, 24% református, 10% görög katolikus, 1,3% egyéb keresztény, 0,2% evangélikus, 10,4% felekezeten kívüli (20% nem válaszolt).

## Nevezetességek
- Szathmáry Király György Egyháztörténeti Múzeum.
- Rákóczi-pincék.

## Galéria

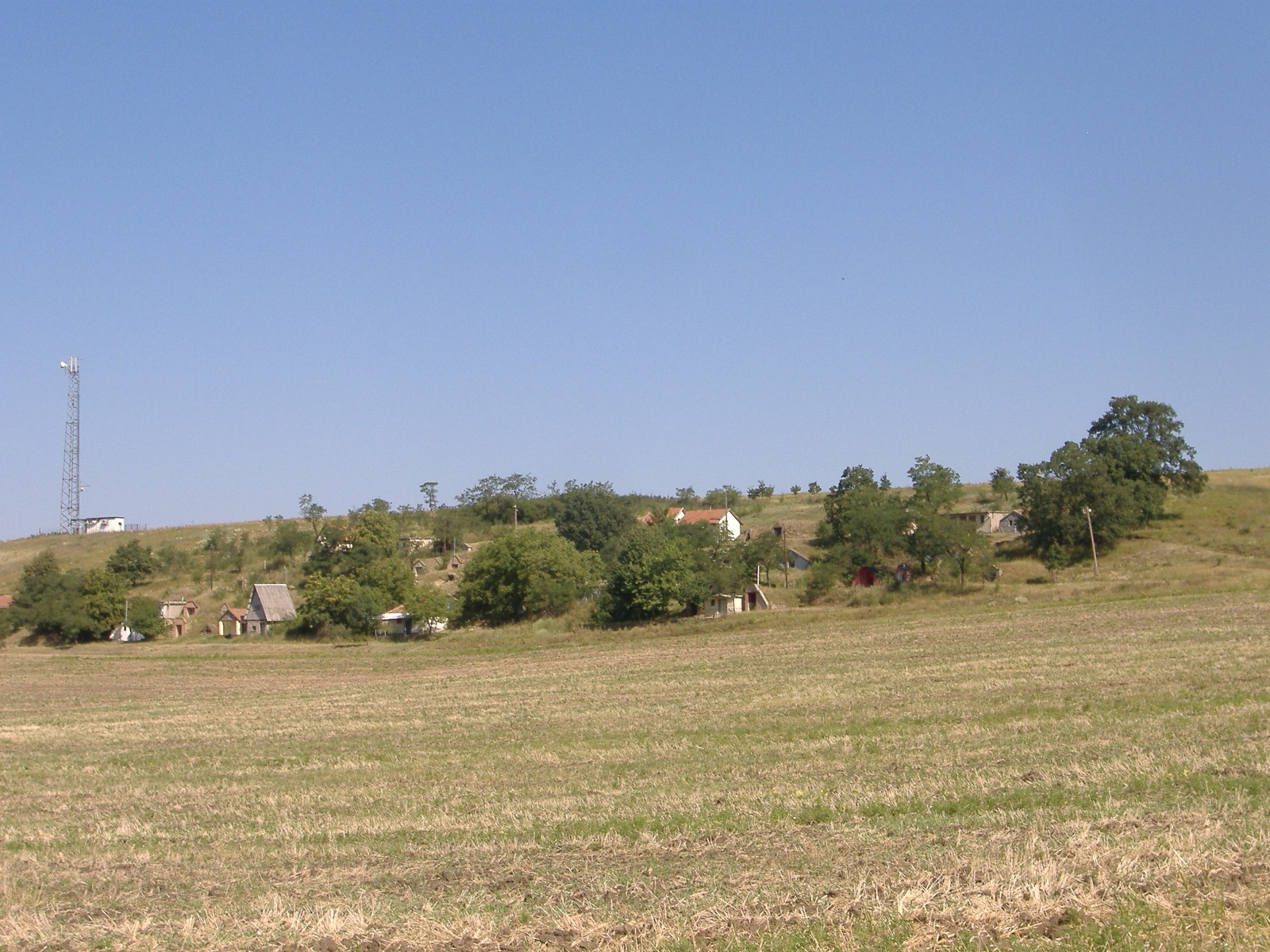
Hangács pincefalu látkép

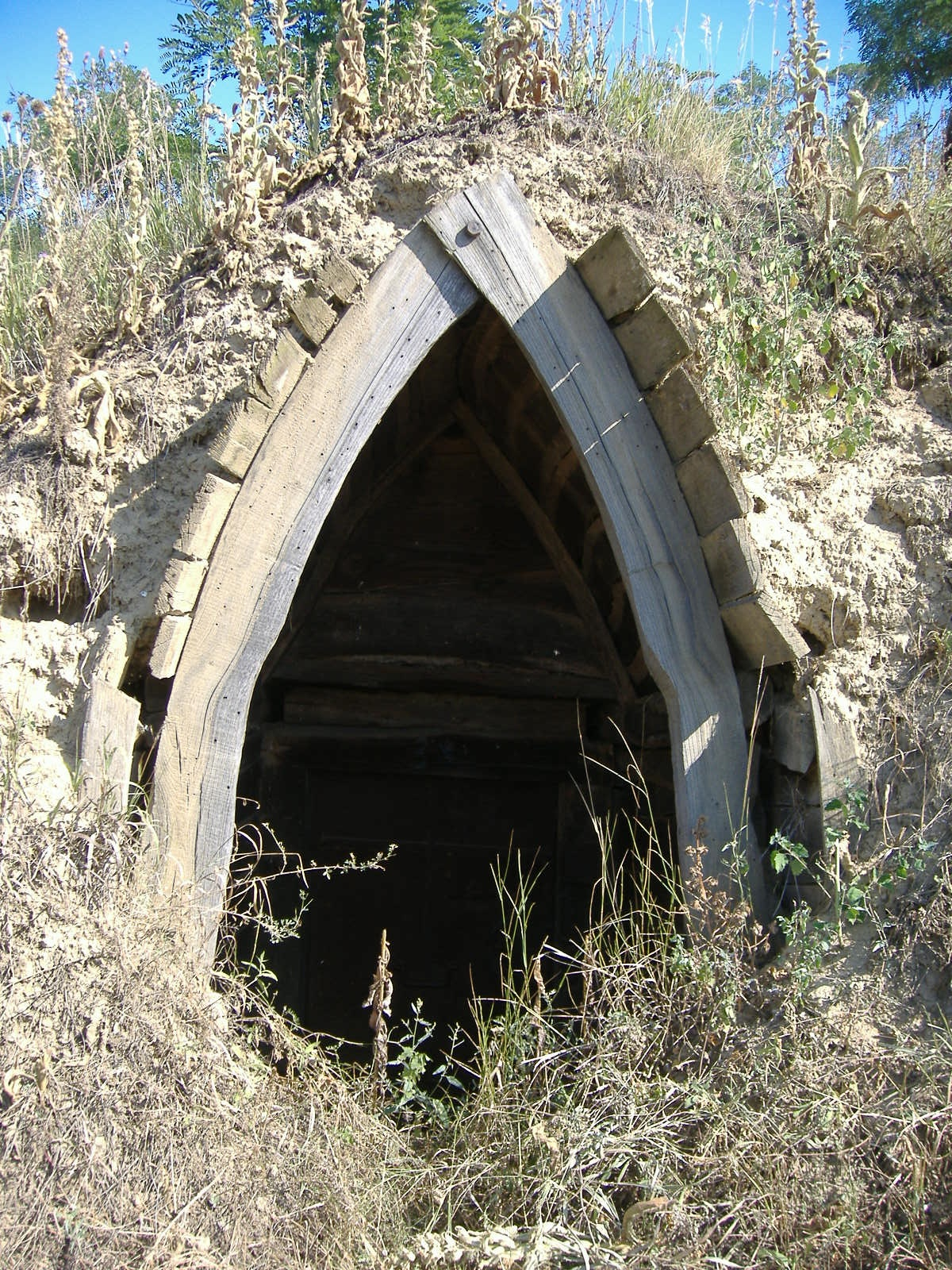
Hangács pince 1

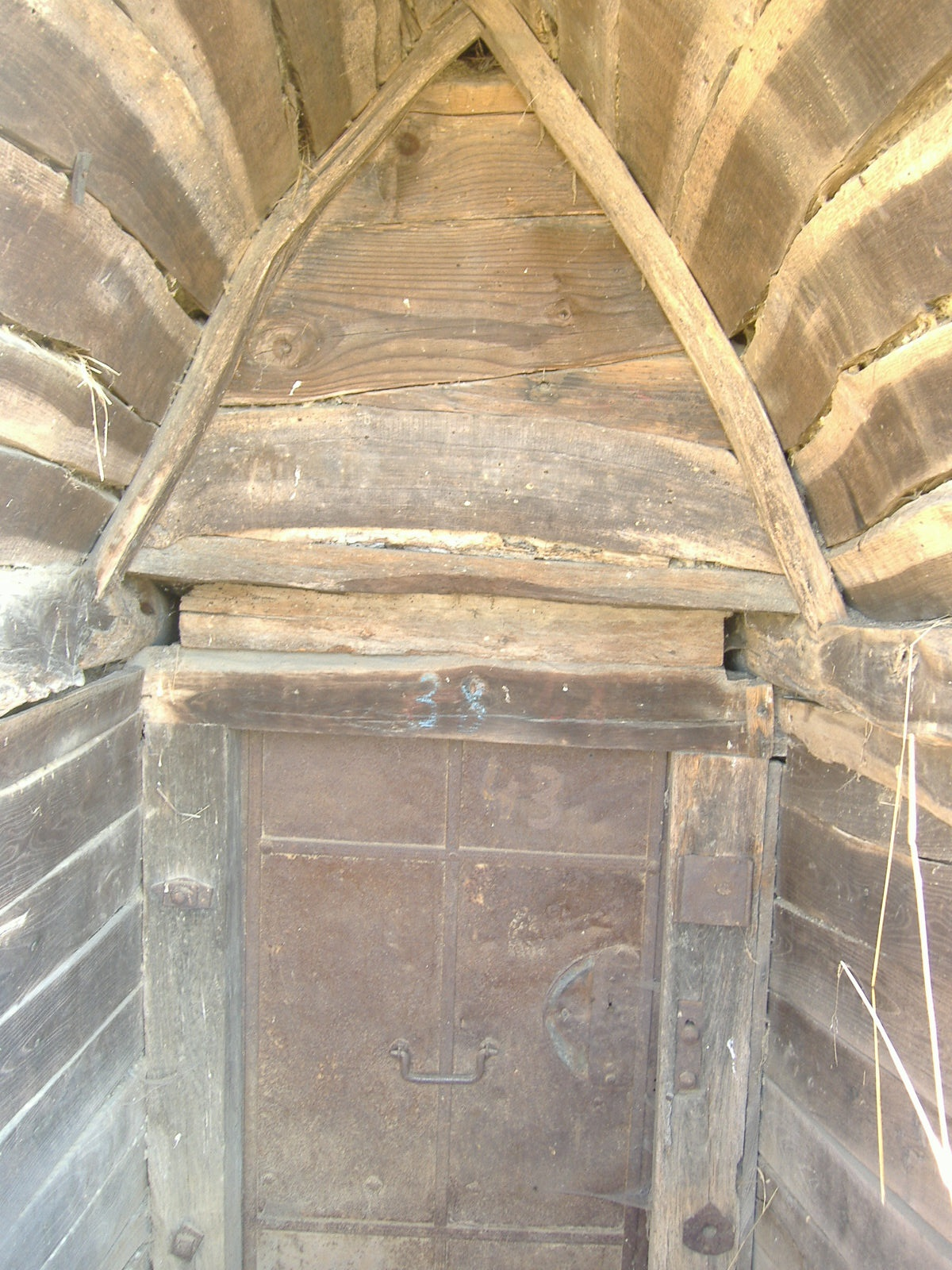
Hangács pince 2

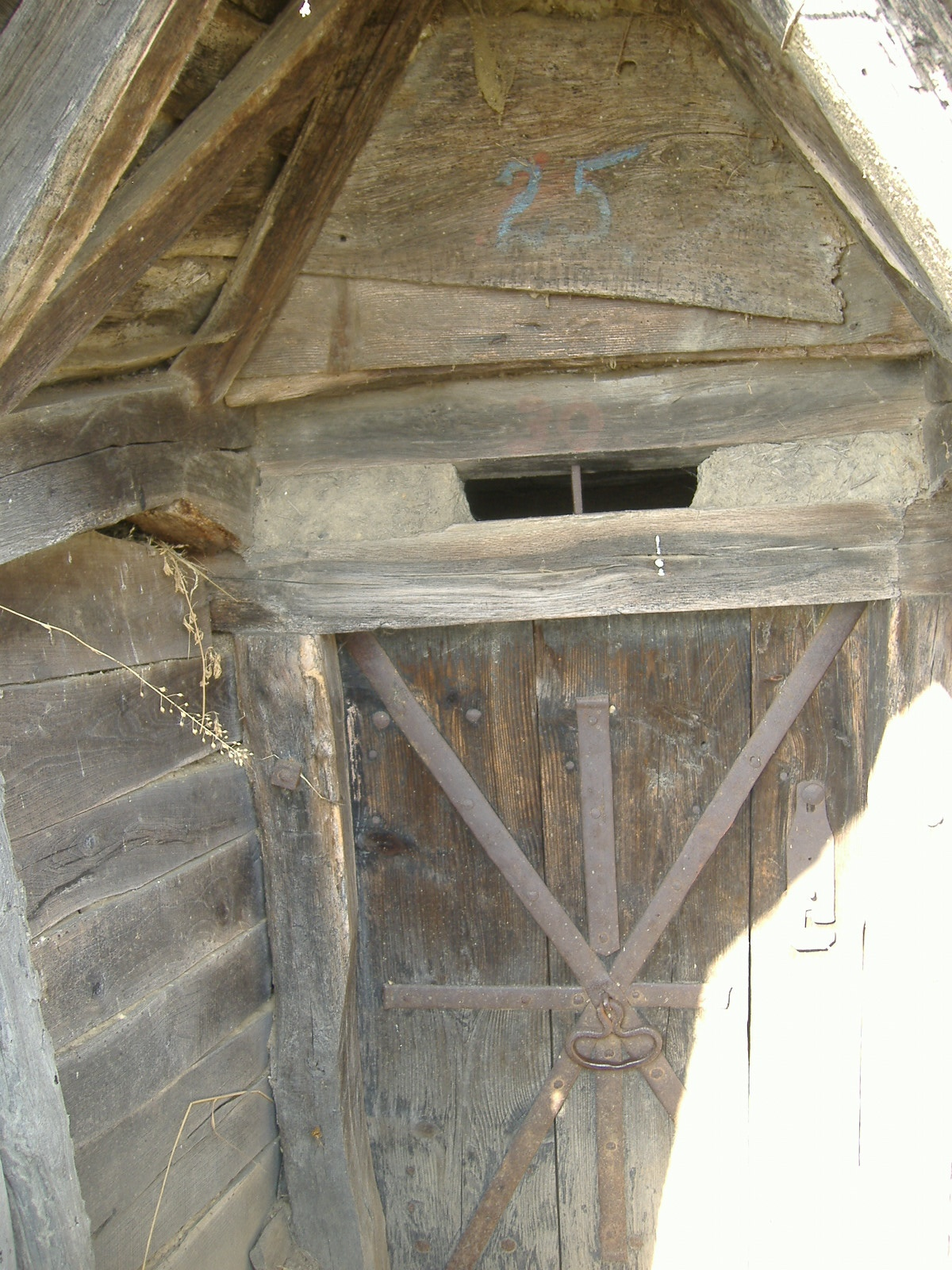
Hangács pince 6

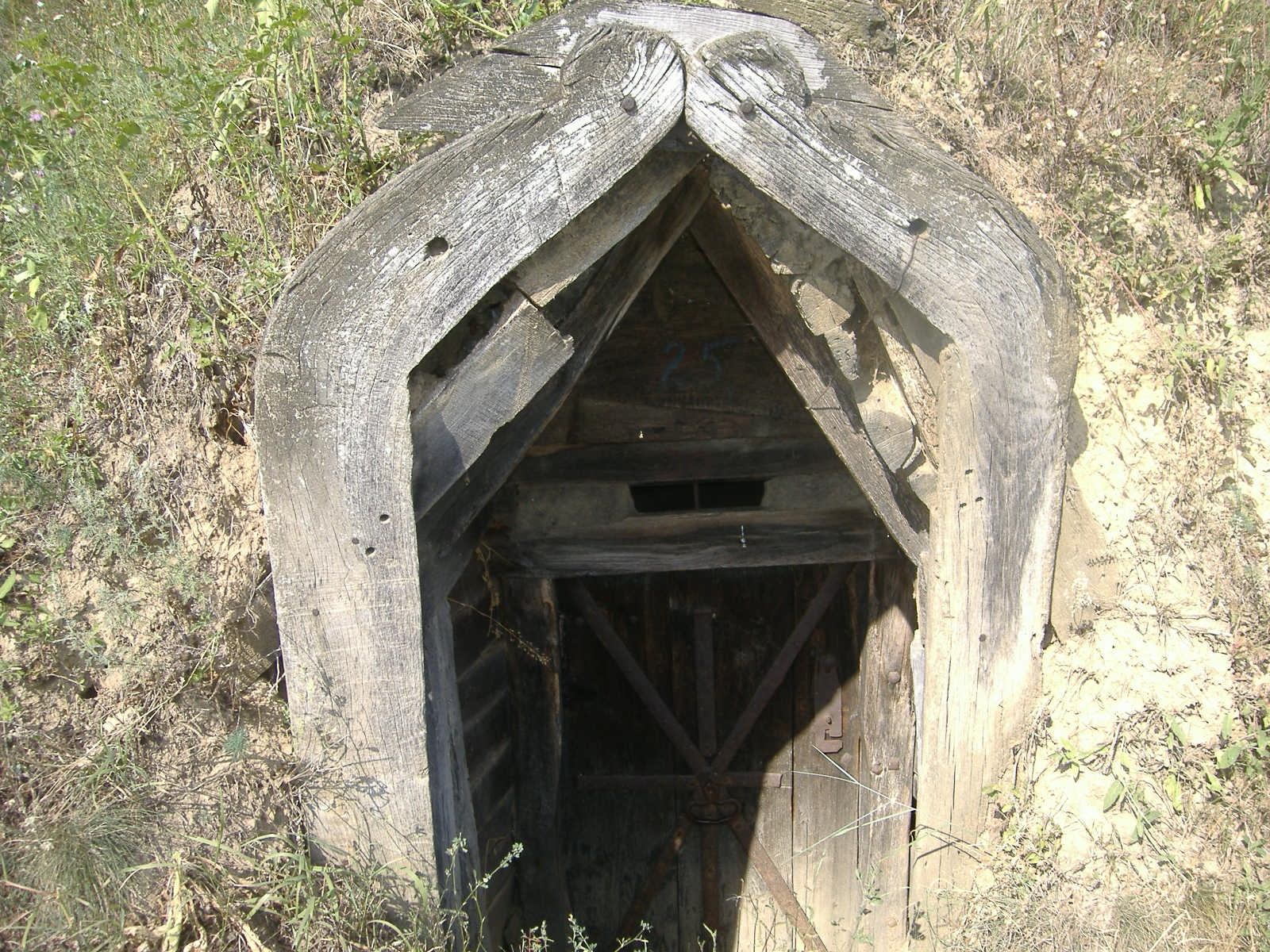
Hangács pince 5

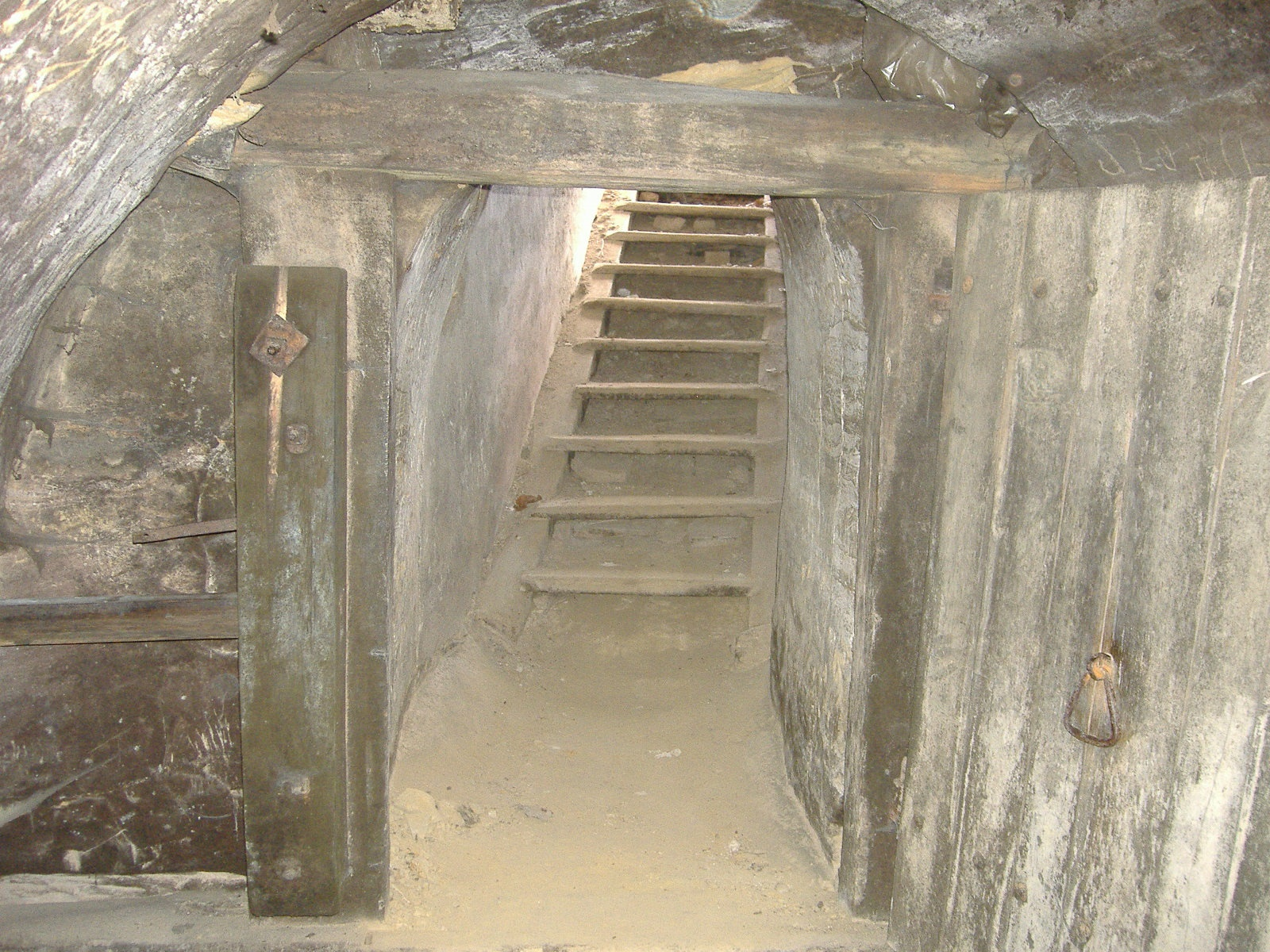
Hangács pince 7

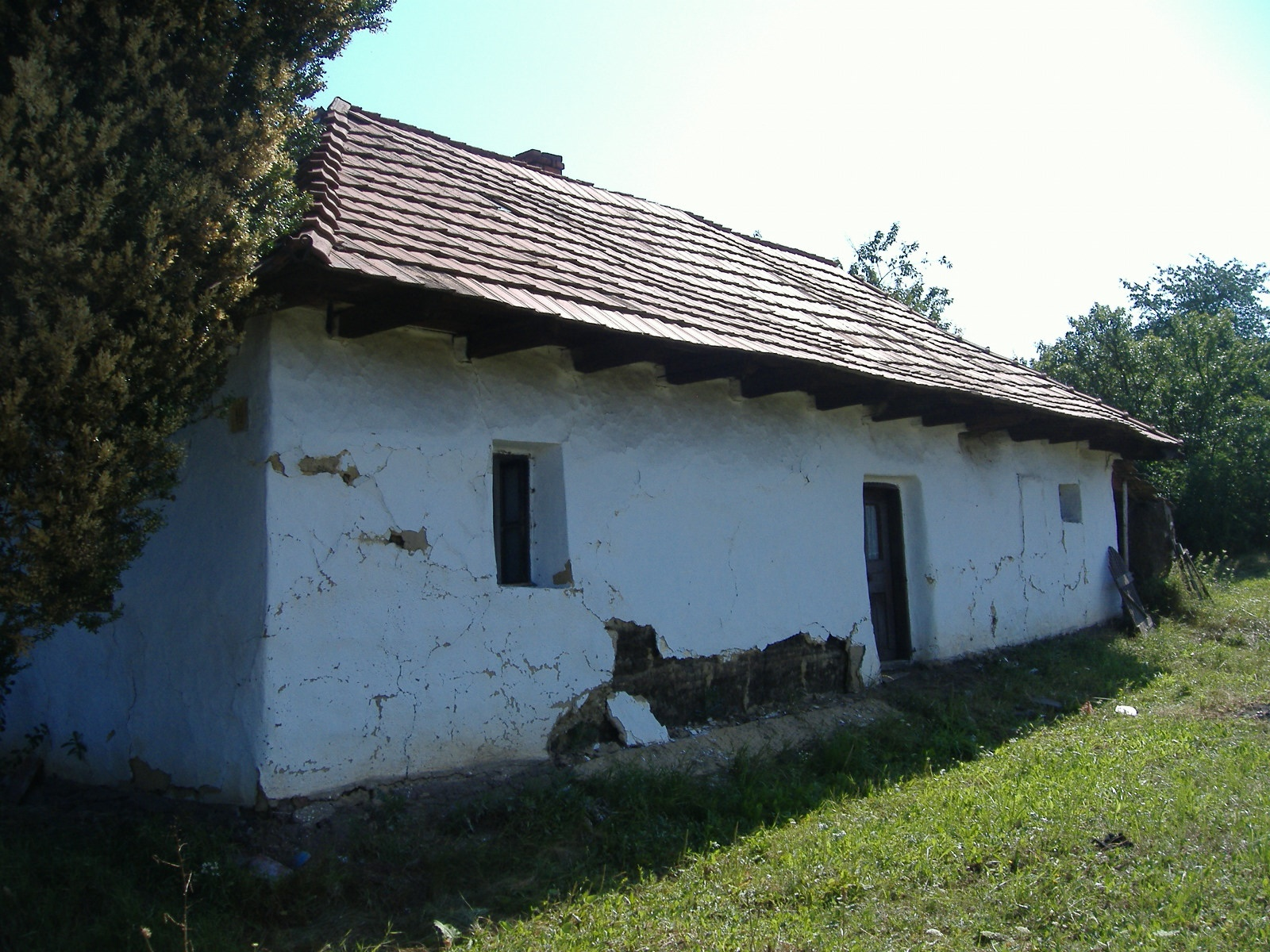
Hangács parasztház

## Híres szülöttei
- Szathmáry Király György (1703–1775)
- Szathmáry Király Miklós (1661–1724) - II. Rákóczi Ferenc ezredese.